# محمد الجيزاني
محمد الجيزاني (مواليد 28 ديسمبر 1989) هو لاعب كرة قدم سعودي .

## مسيرة اللاعب
كانت بداياته مع نادي الهلال في الفئات السنية ولعب بعدها مع أندية النصر والقادسية و سدوس والكوكب .

## الحياة الشخصية
هو شقيق اللاعب أحمد الجيزاني.

## وصلات خارجية
- محمد الجيزاني على موقع Soccerway.com (الإنجليزية)

- محمد الجيزاني